# Fortifications de Chartres
Les fortifications de Chartres sont un ensemble d'ouvrages défensifs construits de l'époque gallo-romaine à l'époque moderne pour protéger la ville de Chartres.

## Fossé et enceinte gallo-romains

### Fossé à talus massif du Haut-Empire
Autricum, la ville de Chartres sous sa forme antique, est enclose par un fossé de forme circulaire et dont le centre se situe approximativement au niveau de la cathédrale,,,. Ce fossé est doublé d'un talus massif,,,. La construction du dispositif encerclant Chartres pourrait dater de La Tène D — à minima postérieur à La Tène D1/D2, comme le confirme les fouilles de 2017 : une structure rurale datée de La Tène D1/D2 identifiée dans la partie nord-est de la basse-ville —, mais beaucoup plus probablement au tout début du Ier siècle, et antérieur aux règnes de Tibère et de Claude,,. Les investigations menées en 2017 ont permis de corroborer le tracé du fossé dans sa partie nord-est proposé établi par Pierre Lebrun en 1857,,. Le dispositif fossoyé fait l'objet d'un comblement à la fin du Haut-Empire,,,.
Le fossé se développe sur environ 6 km de long pour 10 à 20 m de large. Il est formé de huit segments de 700 à 800 m de long chacun,,,. Creusé jusqu'à 5 à 6 m de profondeur, le fossé présente un profil en de forme de « V » dont l'angle mesure près de 90°,. À l'époque de son utilisation, ce fossé enserre la ville d'Autricum sur une superficie dépassant les 240 ha, et avoisinant les 275 ha.
Le talus, ou rempart, massif est composé d'argile jaune associée à du silex. Il se développe sur 1,7 km de long et son tracé est en forme de « C » allongé. Le tracé du rempart, de type circulaire, épouse celui dessiné par le cours de l'Eure. Il est constitué de plusieurs segments parallèles au fossé. Une distance de plus de 40 m sépare le fossé du rempart en argile. Le talus, à l'époque de son utilisation, atteint une hauteur de 4 m,. Des vestiges du talus, de 1,30 m de haut, sont encore visibles dans la seconde moitié du XIXe siècle et au niveau du quartier de la citadelle, au XXIe siècle.
Le fossé à talus massif, d'abord interprété comme étant les vestiges d'une enceinte de camp romain vers le milieu du XIXe siècle,, est improprement désigné sous le terme de circonvallation,,. D'autre part, pour Dominique Joly et Hervé Sellès, le fossé ne doit pas être appréhender comme un ouvrage défensif mais plutôt comme la limite, ou la frontière, du pomerium d'Autricum.

### Une enceinte du Bas-Empire probable mais non attestée
Une enceinte, dont la construction daterait de la fin du IIIe début du IVe siècle apr. J.-C. aurait probablement défendue Autricum,,. Toutefois, aucune trace de cette enceinte entourant Autricum n'a véritablement pu être attestée pour la période du Bas-Empire,,. Dans l'œuvre Vita Sancti Martini, rédigée par Paulin de Périgueux aux environs de 470 apr. J.-C., un passage — « Carnutena iacent patulis qua moenia campis » — peut évoquer l'existence d'une enceinte gallo-romaine,. Cependant, cette hypothèse est à nuancer : la mention latine de l'hagiographe de Saint-Martin décrirait plus vraisemblablement les structures monumentales de la ville Carnute.
Pour autant, des vestiges de maçonneries gallo-romaines, mises en évidence dans plusieurs lieux et secteurs de Chartres, « peuvent éventuellement faire penser à l'existence d'une structure de défense »,,. C'est le cas de sections de mur maçonné remployés dans la crypte de l'église Saint-Aignan, ainsi que dans le centre de la crypte de Saint-Lubin — témoigné par la présence d'un massif en silex avec lit de briques,,,,,. D'autres vestiges pouvant faire partie d'une muraille gallo-romaine ont été également mis au jour et/ou signalés dans la ville haute : dans le tertre de Saint-Éman, dans l'enceinte du Lycée Marceau — une structure orientée parallèlement au mur ouest du cloître des Cordeliers —, dans un mur situé dans ensemble d'habitations encadré par la rue des Changes et la place de la Poissonnerie — une épaisse maçonnerie de 10 m de long sur 6,50 m de haut et à l'assise incurvée — et dans un îlot d'habitations situé entre la rue Serpente et la rue du Soleil d'Or,,,,. Pour François Carré et Marie-Florence Legland, le tracé d'une enceinte gallo-romaine englobant l'ensemble de ces fragments peut difficilement s'accorder avec la topographie de Chartres,.
Pour Adrien Blanchet et René Merlet, cette muraille gallo-romaine, de forme rectangulaire, se serait déployée sur 800 m de long pour 250 m de large, couvrant un périmètre total de 2 100 m,,. Pour Carré et Legland, en suivant le tracé — « restreint » — proposé par Jean-Louis Vatinel, le périmètre de l'enceinte du Bas-Empire, de taille crédible pour une agglomération moyenne à cette époque, se serait étendu sur 325 à 425 m de long pour 325 m de large,.

## Enceintes médiévales

### Enceinte dite duIXesiècle
L'enceinte gallo-romaine aurait été utilisée jusqu'au IXe siècle. Pour Louis Bonnard, il faut écarter la proposition de Buisson et Boisvillette mettant en perspective la construction d'une nouvelle muraille au cours du VIIIe siècle, après un siège mené par Hunald Ier, en 753,,. Il est probable que la muraille gallo-romaine ait défendu la ville haute-moyenâgeuse lors du siège de 858 par Hasting,,. L'érection de l'« enceinte dite du IXe siècle » aurait été consécutive à la destruction de la muraille antique par les troupes de Hasting, tout en restant antérieure au siège de 911,.
Les murs de cette enceinte sont appareillés de pierres et de cailloutis scellés dans du mortier. Ils s'élèvent jusqu'à une hauteur de 13 m, dont 4 m formés par les substructions et présentent un épaisseur de 2 m. Le périmètre de l'enceinte alte-moyennâgeuse se développe sur environ 1 500 m.
Cette muraille, discontinue du côté de la basse ville, est aménagée de quelques portes de ville : celle de Nivelon ou Nouvelon, construite au niveau de l'abside de l'église Saint-Aignan ; une porte édifiée à l'extrémité de la rue Cendreuse ; la porte Évière, construite au niveau du tertre Saint-Éman, au voisinage de l'église Saint-Michel ; une porte érigée sur le haut de la rue du Muret et protégée par une bretèche ; problement une porte construite dans la rue Saint-Jean ; une porte probablement établie dans la rue du Cheval-Blanc, suivie de la porte de Percheronne et de la porte Saint-Michel. Ces portes sont complétées par la rue et le pont Bouju (anciennement rue et pont du Bourg), qui permet d'accéder à la ville du côté de la vallée de l'Eure. Une tour, érigée à l'emplacement de la porte Guillaume, aurait probablement défendu la partie méridionale de la muraille du IXe siècle.
Plusieurs tracés de la muraille du IXe siècle ont été proposés, mais aucun d'entre eux, selon Dominique Joly et Hervé Sellès, n'est suffisamment admissible et acceptable en l'état des connaissances et au regard du mobilier archéologique mis au jour.

### Enceinte duXIIesiècle
Les travaux de fortifications du XIIe siècle, exécutés par les sujets de la paroisse de Sainte-Foy, débutent en 1180-1181, sous l'impulsion conjointe de Pierre de Celle et du comte Thibaut V. Thibaut fait exécuter la construction de murs d'enceinte de la porte Saint-Michel jusqu'à la porte des Épars, tandis que Pierre de Celle fait exécuter la construction de murs d'enceinte de la porte Saint-Michel jusqu'à la porte des Épars. Les fortifications de l'abbaye de Saint-Père-en-Vallée sont intégrées à l'enceinte urbaine en 1185. Bien que pour Louis Bonnard cette date puisse être sujette à caution, en raison du document de Dom Bernard Aubert qui établit la date de réunion des dispositifs défensifs vers 1165, celle-ci reste plausible au regard de l'archéologue. La même année, le pourtour de l'enceinte est finalisé avec la construction de remparts allant de la porte Morard jusqu'à la porte Drouaise. Durant les travaux de 1181, l'église Sainte-Foy est intégrée au dispositif défensif et une poterne est érigée devant l'édifice religieux,.

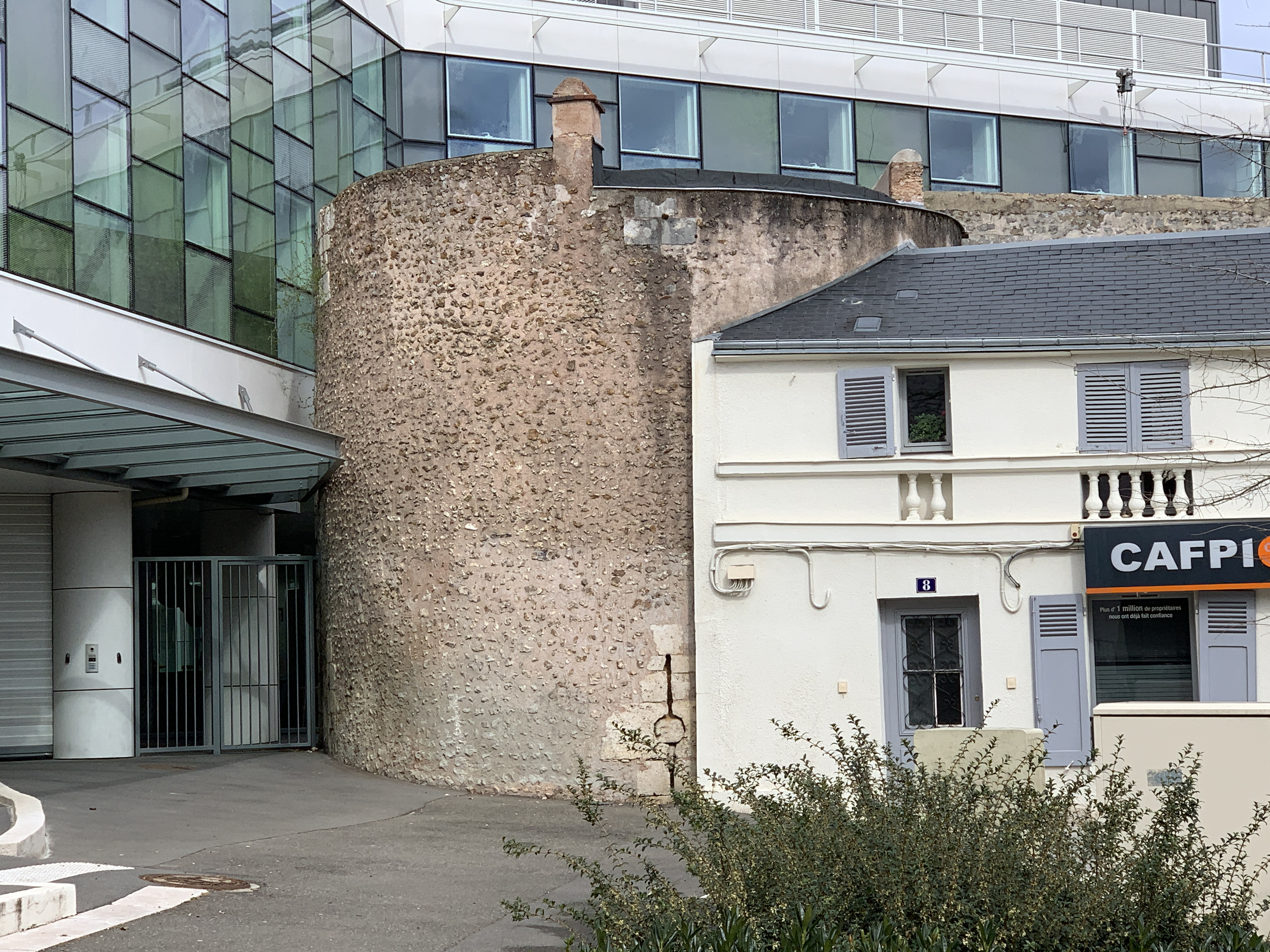
Vestiges de la tour semi-circulaire construite à la fin du XIIe siècle défendant la porte Saint-Michel, ici encastrés et contigus à des bâtiments modernes).

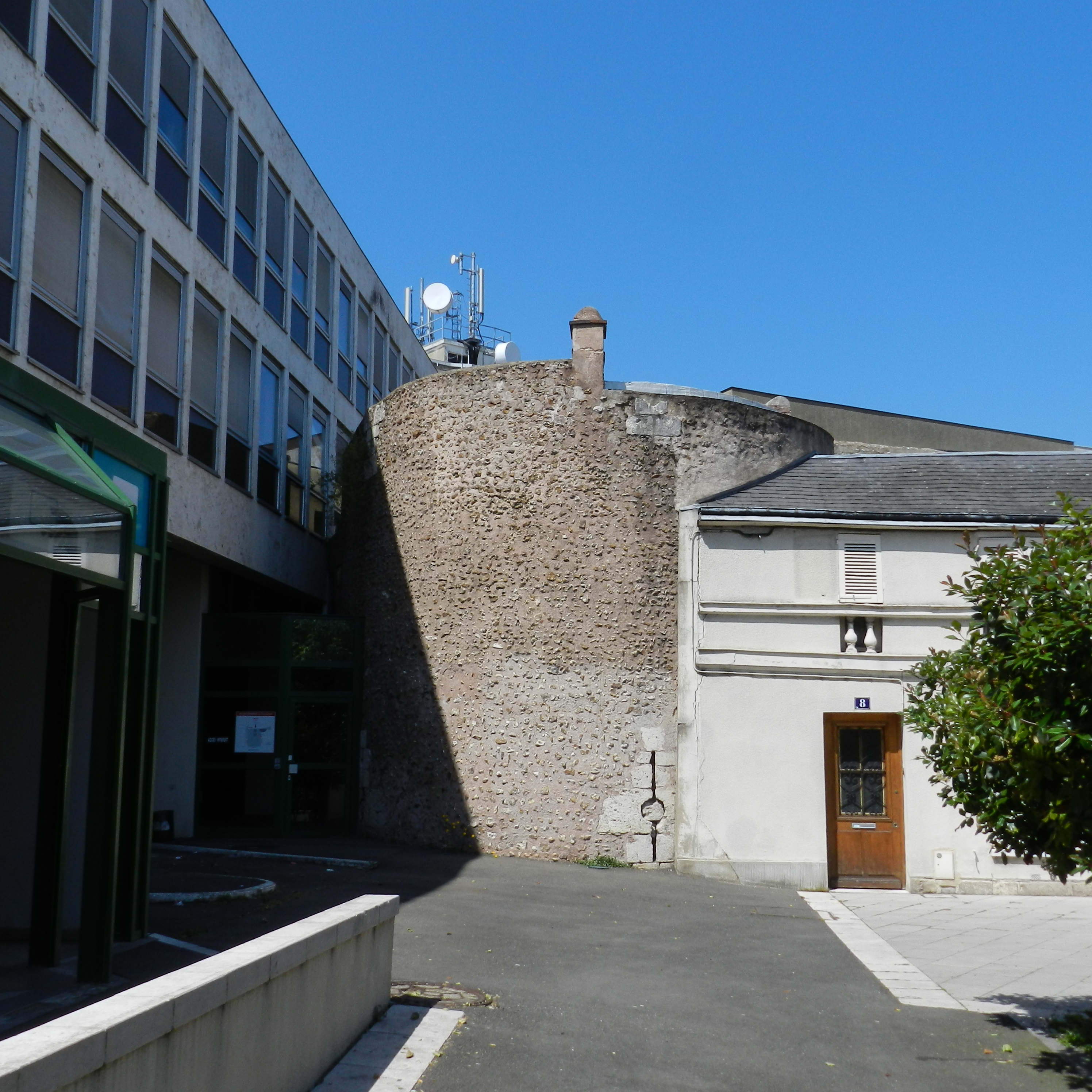
Idem.

À partir des années 1180, sept des onze paroisses chartraines sont encloses dans le périmètre de l'enceinte — les paroisses de Saint-André, de Saint-Hilaire, de Sainte-Foy, de Saint-Aignan, de Saint-Michel et de Saint-Martin-Le-Viandier. La paroisse de Saint-Saturnin, démembrée en 1359, est, après transfert, à son tour incluse dans les murs d'enceinte en 1408.
Les travaux de fortifications commencés au début des années 1180 sont parachevés au tout début du XIIIe siècle. À cette époque, Chartres est alors entièrement enclose dans une muraille maçonnée percée de 12 portes ou poternes — la porte des Épars, la porte Châtelet, la porte Saint-Jean, la porte Drouaise, la porte Imboust, la porte aux Corneurs, la porte Guillaume, la poterne Tireveau, la porte Morard, la porte de Launay, la poterne du Barbon et la porte Saint-Michel. Ces portes fortifiées présentent un massif à plan carré percé par une ouverture en arc en tiers-point,. Les portes sont alors encadrées par de des tours à plan carré et sont protégées par une herse. Un assommoir est pratiqué dans le couronnement des portes. Dans la haute ville, l'enceinte est doublée par des fossés. Plusieurs sections de l'enceinte dite du IXe siècle sont encore utilisées.
Au niveau de la porte Saint-Michel, la muraille présente une épaisseur de 1 à 2,1 mètres. Son assise évolue sur une hauteur de 1,20 m.

### Fortifications duXIVesiècle
Vers le milieu du XIVe siècle, la guerre de Cent Ans et le mercenariat contraignent les chartrains à renforcer le système défensif de leur cité.
Entre 1354 et 1360, des tours maçonnées, dont celle de Courte-Pinte défendant notamment les portes, sont construites et viennent flanquer le mur d'enceinte,,,. En 1358, un budget est alloué au renforcement des fortifications. Les travaux comprennent le creusement d'un fossé d'enceinte et la consolidation ou la mise en appareil l'appareillage de la portion du mur d'enceinte situé entre la porte des Épars et la bretèche de l'église Sainte-Foy, ainsi que le pont de la Léthinière, plusieurs portes de ville, dont la porte Drouaise.

Tour des Jacobins ou de la Prêcherie et rempart (fin XIVe siècle)
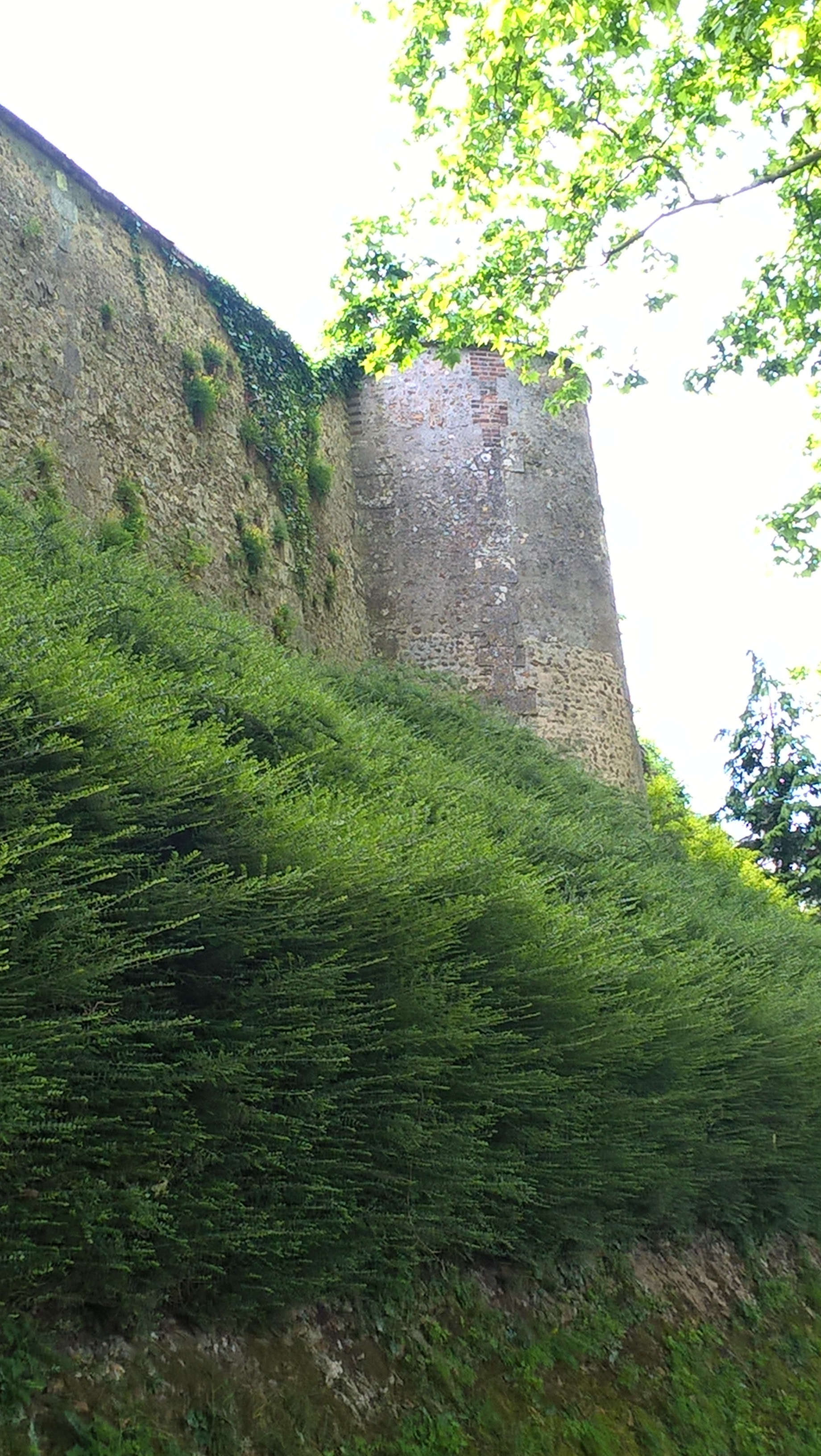
Tour des Jacobins ou de la Prêcherie[Note 1].
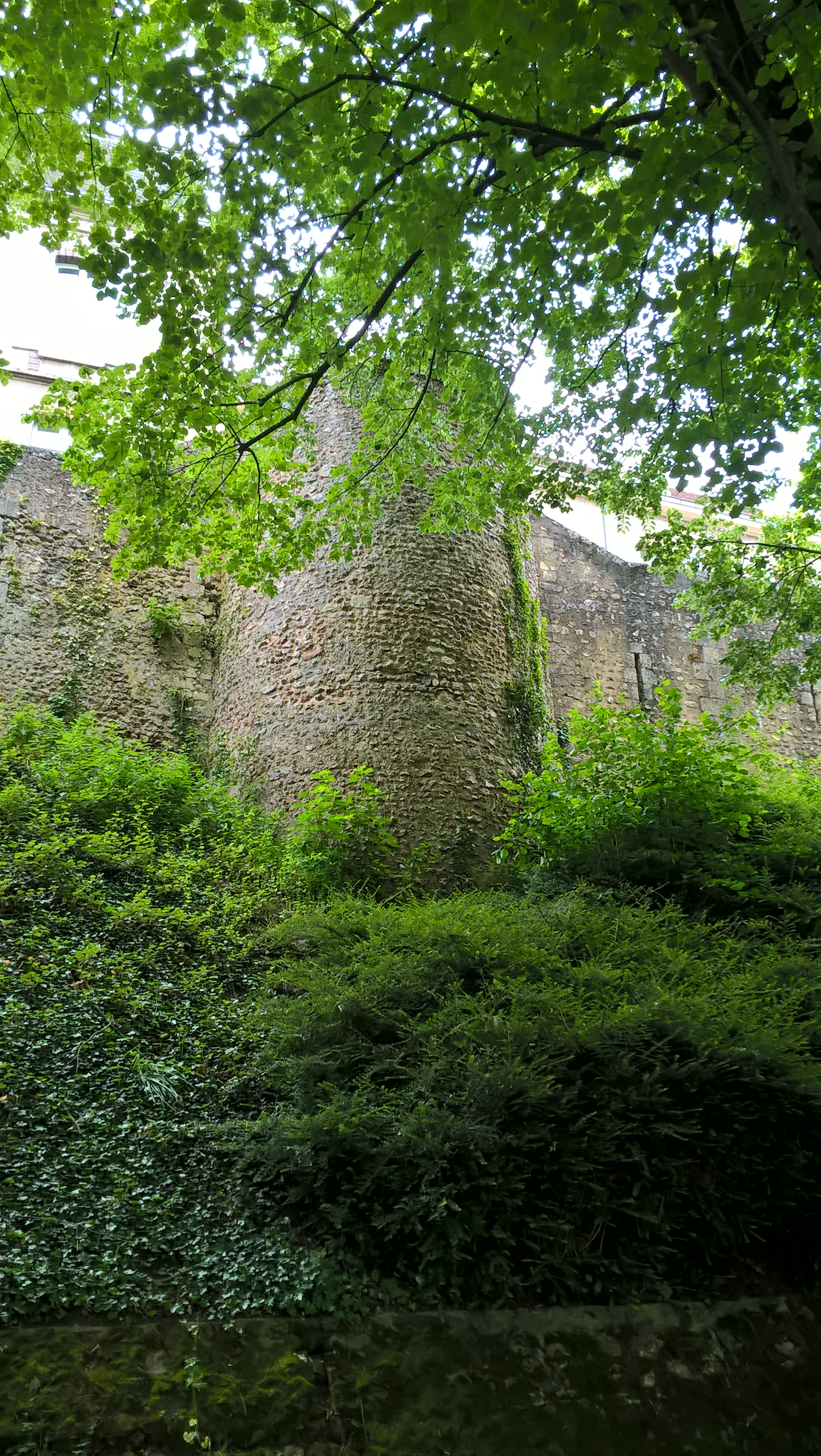
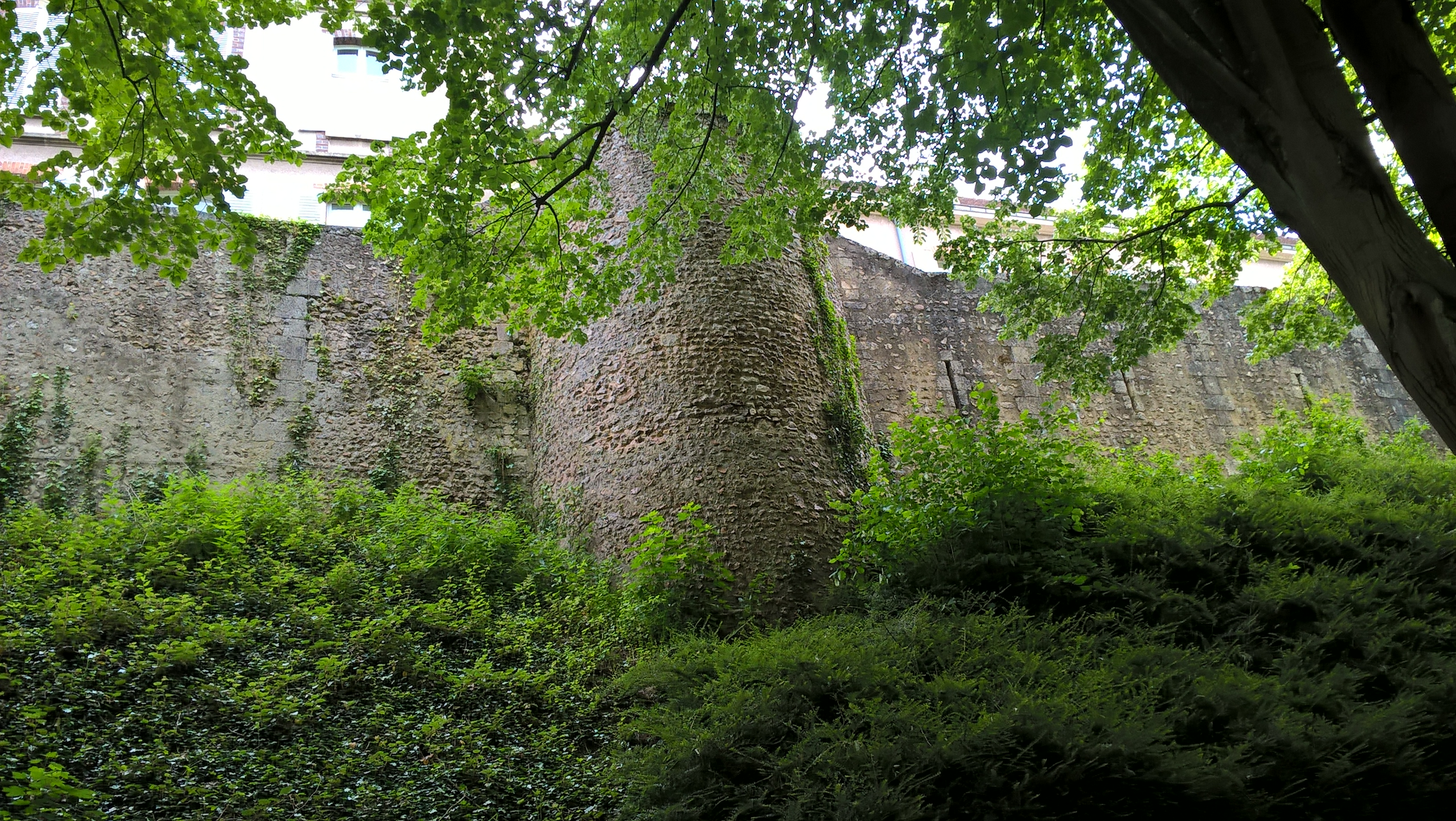
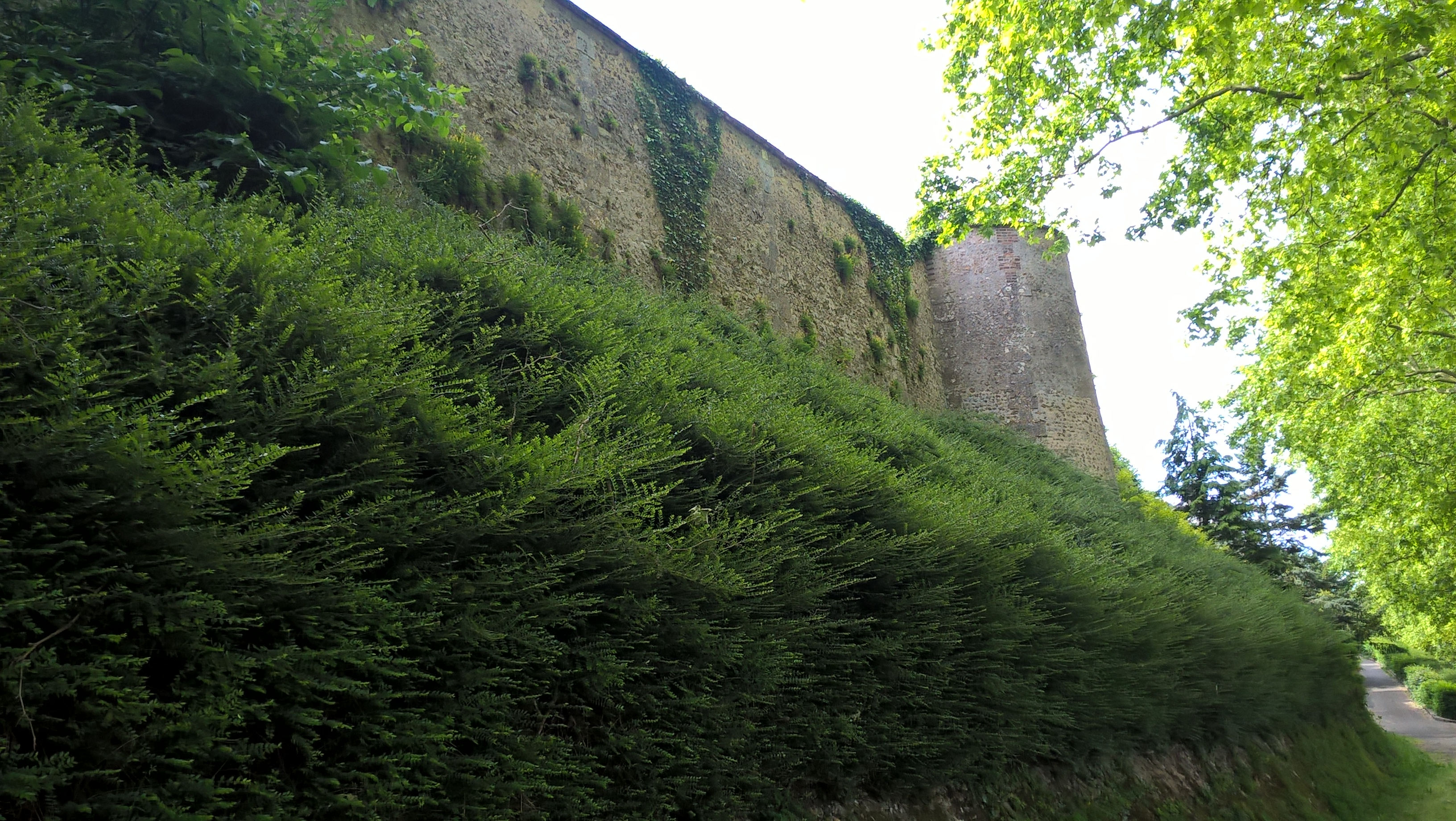

La ligne des fortifications du XIVe siècle correspond à celle existante à la veille de la Révolution et concorde avec la promenade de la fin du XIXe siècle appelée Tour de Ville,.
Les murs d'enceinte atteignent environ 8 m de haut et se développent sur 2 à 2,5 m d'épaisseur. Ils sont, en majeure partie, conçus en silex liés dans du mortier, à l'instar des tours et tourelles. En quelques endroits, ils présentent un appareillage de gros blocs de roche non taillés, intercalés au moyen de pierres de petite taille, de brique, ou encore d'autres éléments de construction de « qualité médiocre », l'ensemble lié dans du ciment jaune. La plupart des murs défensifs reposent sur des fondations conçues au moyen de blocs de grès blanc. La construction du monument aux morts a permis de mettre en évidence que la section de rempart située au niveau de la butte des Charbonniers, où s'élève la tour de la Prêcherie — bâtie vers 1386-1387 et défendant le couvent des Jacobins,,,, —, le mur défensif prend appui sur des fondations de 1,72 m de haut sur 2 m d'épaisseur et construites en blocs de pierre hourdées maçonnées en opus caementicium.
Un chemin de ronde, protégé par un parapet probablement crénelé sur certaines sections et pratiqué à l'intérieur du massif maçonné, vient couronner le sommet des remparts. Des postes d'observation (guérites et échauguettes) surmontent les murs d'enceinte à intervalle régulier. Aménagée entre le périmètre du mur d'enceinte et le pourtour des habitations et jardins chartrains, une voie de 2,75 m de large permettait la circulation du personnel attaché au service des fortifications.
La tour, ou tourelle de Courte-Pinte, vient flanquer le mur d'enceinte entre les portes des Épars et du Châtelet. Elle s'élève à 11 m de hauteur et mesure 3,7 m d'épaisseur à la base, 1,83 m d'épaisseur dans sa partie sommitale,. Un moulin à vent a été construit sur la tour en 1553. La tour de Courtepinte est démantelée en 1824, lors des travaux d'aménagement des jardins de la préfecture. Établi à proximité, un cavalier bastionné, une sorte de fortin conçu en terre pourvu d'épaulement et appelé « Fort d'Hercule », défendait également la portion d'enceinte comprise entre la porte des Épars et celle du Châtelet,,.
La tour qui défend la porte de Saint-Michel, présente un plan circulaire. Elle est couronnée par une toiture conique et est aménagée d'une salle en silex maçonné.

## Fortifications de l'époque moderne

### Travaux de la fin duXVesiècleet de la première moitié duXVIesiècle

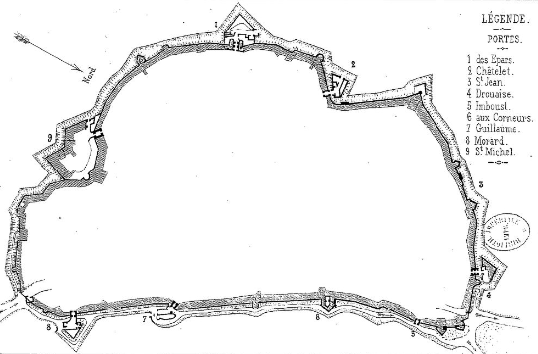
Fortifications de Chartres en 1500.
1 - porte des Épars ; 2 - porte Châtelet ; 3 - porte Saint-Jean ; 4 - porte Drouaise ; 5 - porte Imboust ; 6 - porte aux Corneurs ; 7 - porte Guillaume ; 8 - porte Morard ; 9 - porte Saint-Michel.

À partir de 1492, les fossés qui doublent le rempart allant de la porte Saint-Michel jusqu'à la porte Drouaise font l'objet d'une rénovation.
En 1504 et 1505, à la suite d'ouragans, une section de rempart située au voisinage de la tour Courtepinte est reconstruite. Le montant de ces travaux de réfections s'élèvent à 3 500 livres tournois. En 1505, un ravelin, de plan citculaire, est édifié à l'avant de la porte Saint-Michel. L'ouvrage défensif est aménagé de vastes pièces destinées à loger les soldats de garnison. En 1508, la tour de la Léthinière, également appelée tour des Grandes-Herses, est rebâtie afin de faciliter le transport fluvial sur le cours de l'Eure,. En 1520, la porte Châtelet est surélevée. En 1522, un octroi royal contribue à financer divers travaux de réfection (tours, remparts, ponteaux et autres ouvrages défensifs). En 1523, la courtine adjacente à la tour du Fer à Cheval est rénovée.

### Les fortifications au cours des guerres de religion

#### Renforcement du système défensif
Après le début des guerres de religion, dans la seconde moitié du XVIe siècle, et avec l'évolution de l'artillerie, les chartrains renforcent quelques portions des remparts de 2 à 3 m d'épaisseur clôturant la ville (notamment au voisinnage des portes) au moyen de bretèches maçonnées ou charpentées disposées en saillie et de terrassements massifs.
Les tours du Massacre et de La Léthinière sont construites en 1560. La tour du Massacre, qui présente un plan semi-circulaire, est couronnée par un toit. Elle est aménagée d'un rez-de-chaussée et de deux étages percés d'embrasures (meurtrières, de canonières et fenêtres pour le guet) en forme de rectangle encadrés par des linteaux constitués de pierre de taille,. Le rez-de-chaussée, qui ne comporte qu'une seule pièce appareillée de silex maçonné, est voûtée. L'accès au premier étage s'effectue par le chemin de ronde via un escalier construit à extérieur de la tour. Les plafonds des deux niveaux sont charpentés. Un glacis vient ceinturer la tour.

Tours du Massacre et de La Léthinière
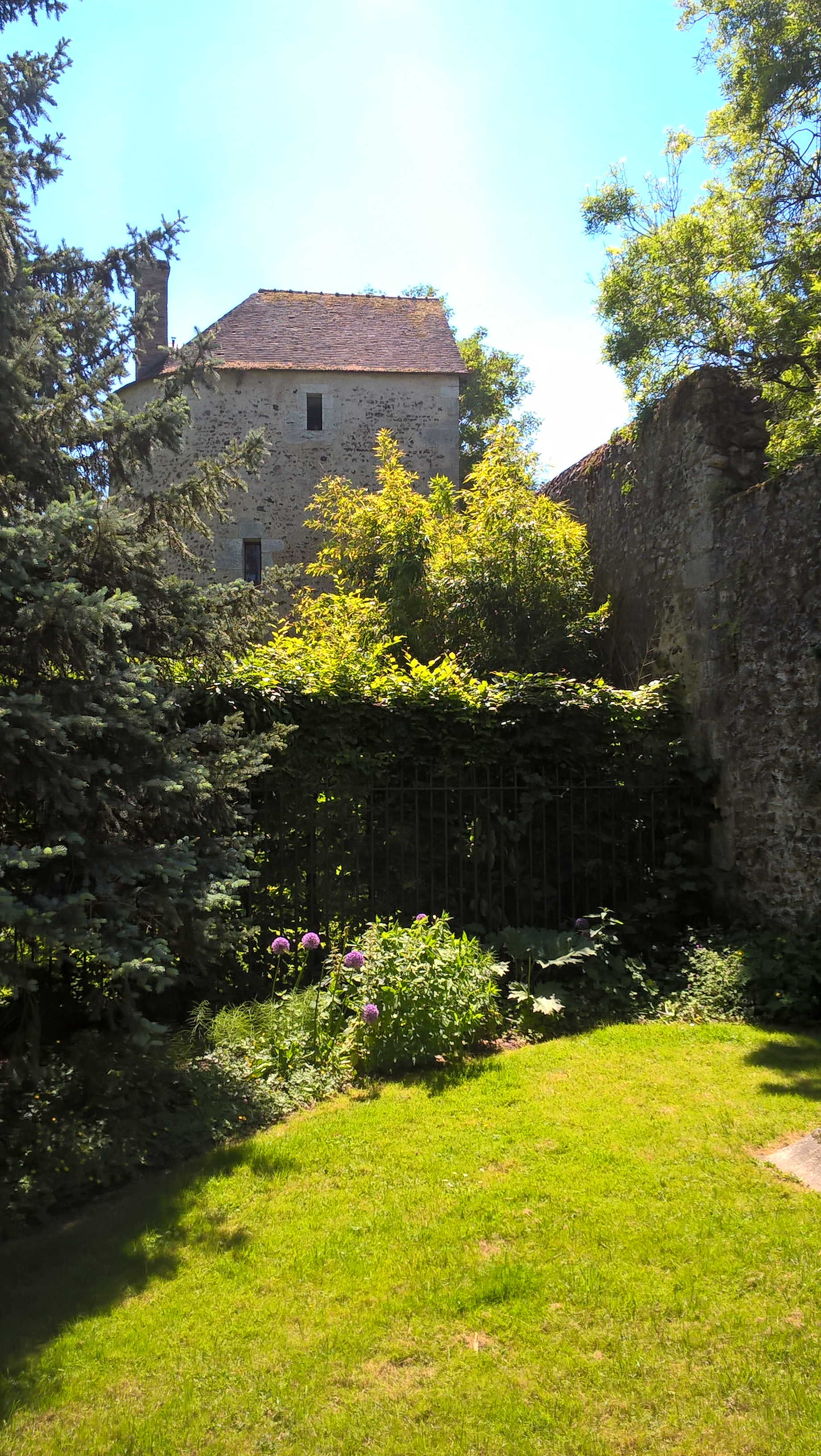
Tour du Massacre.
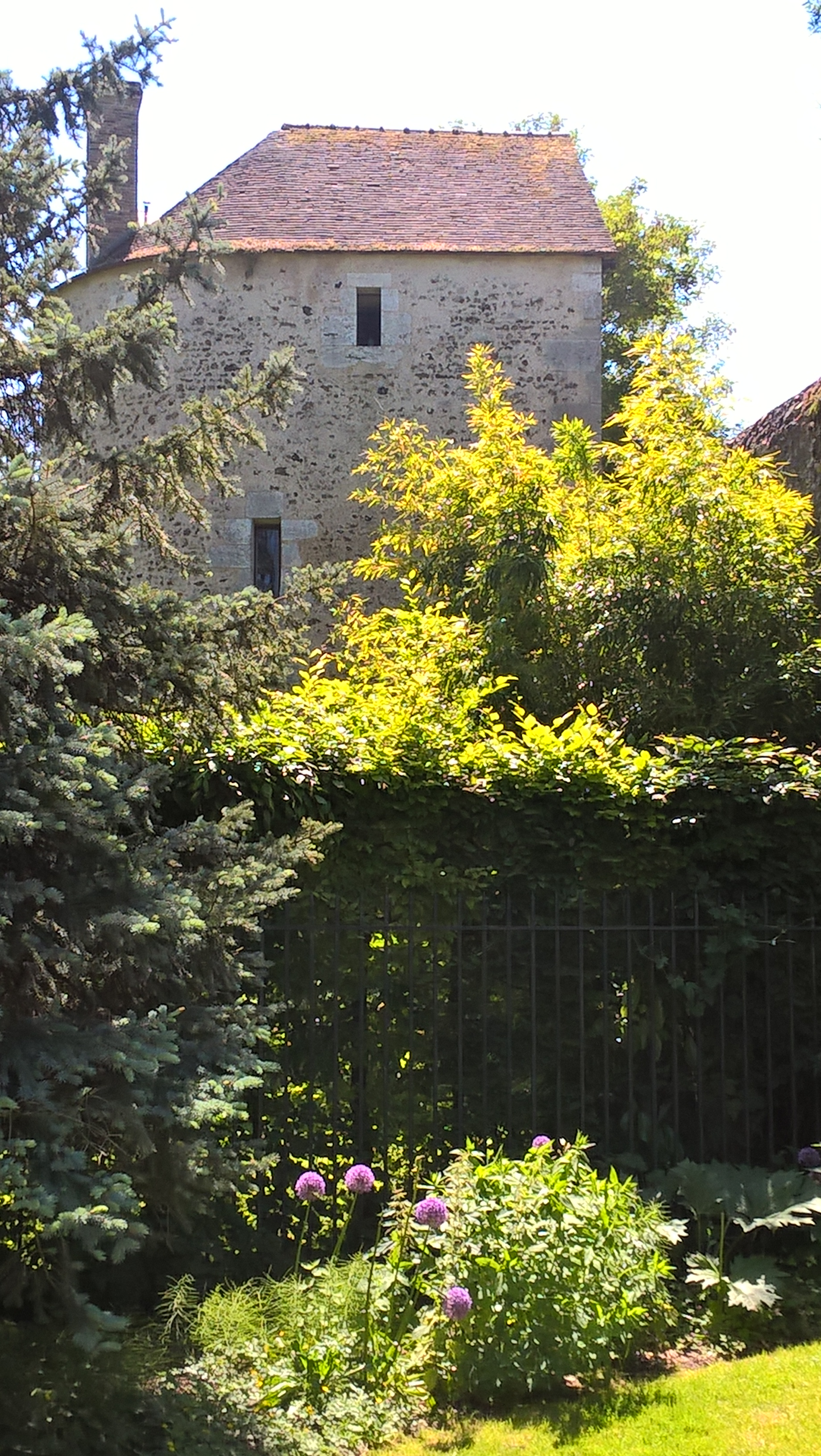
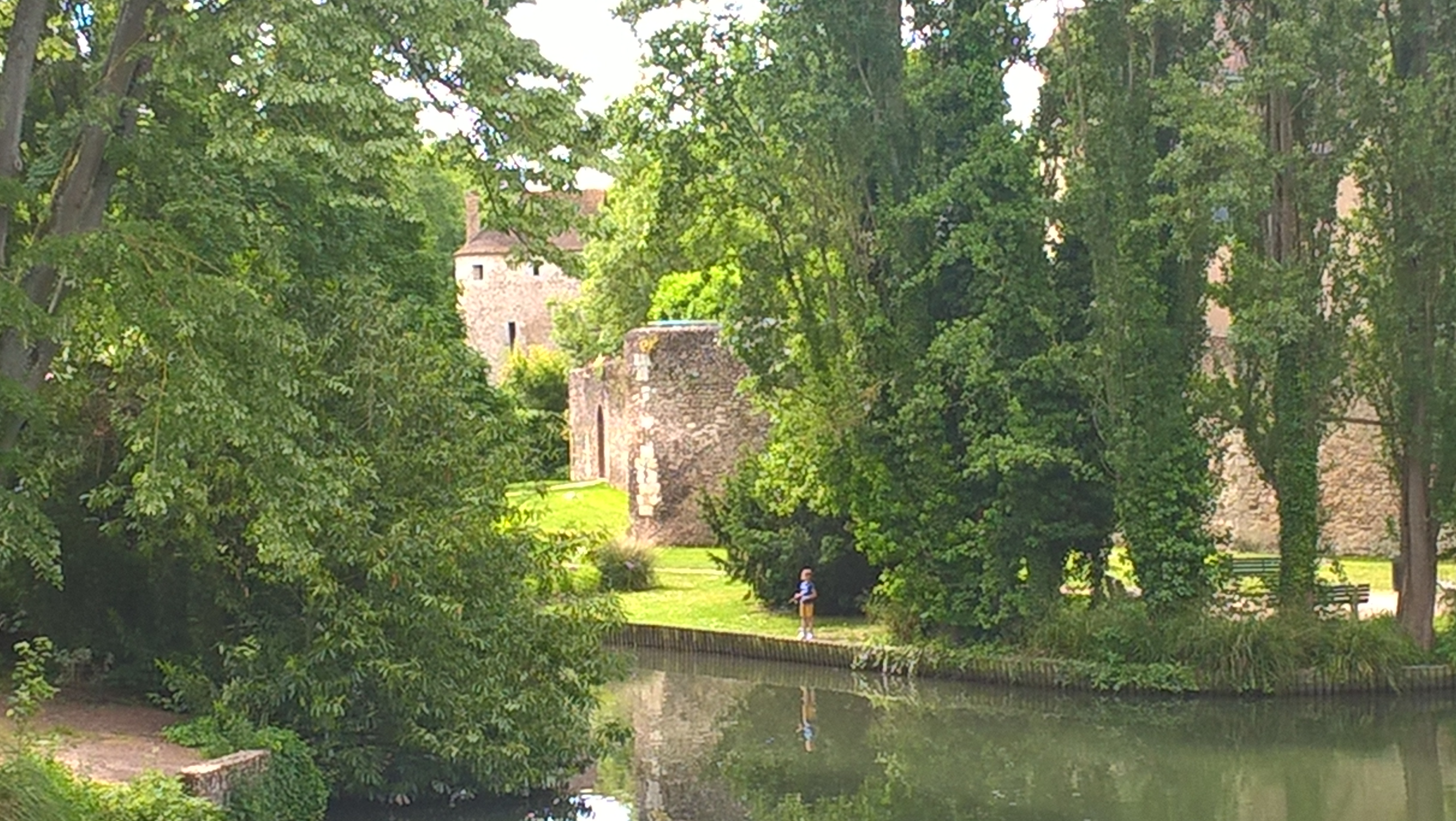
Tours du Massacre et de La Léthinière.
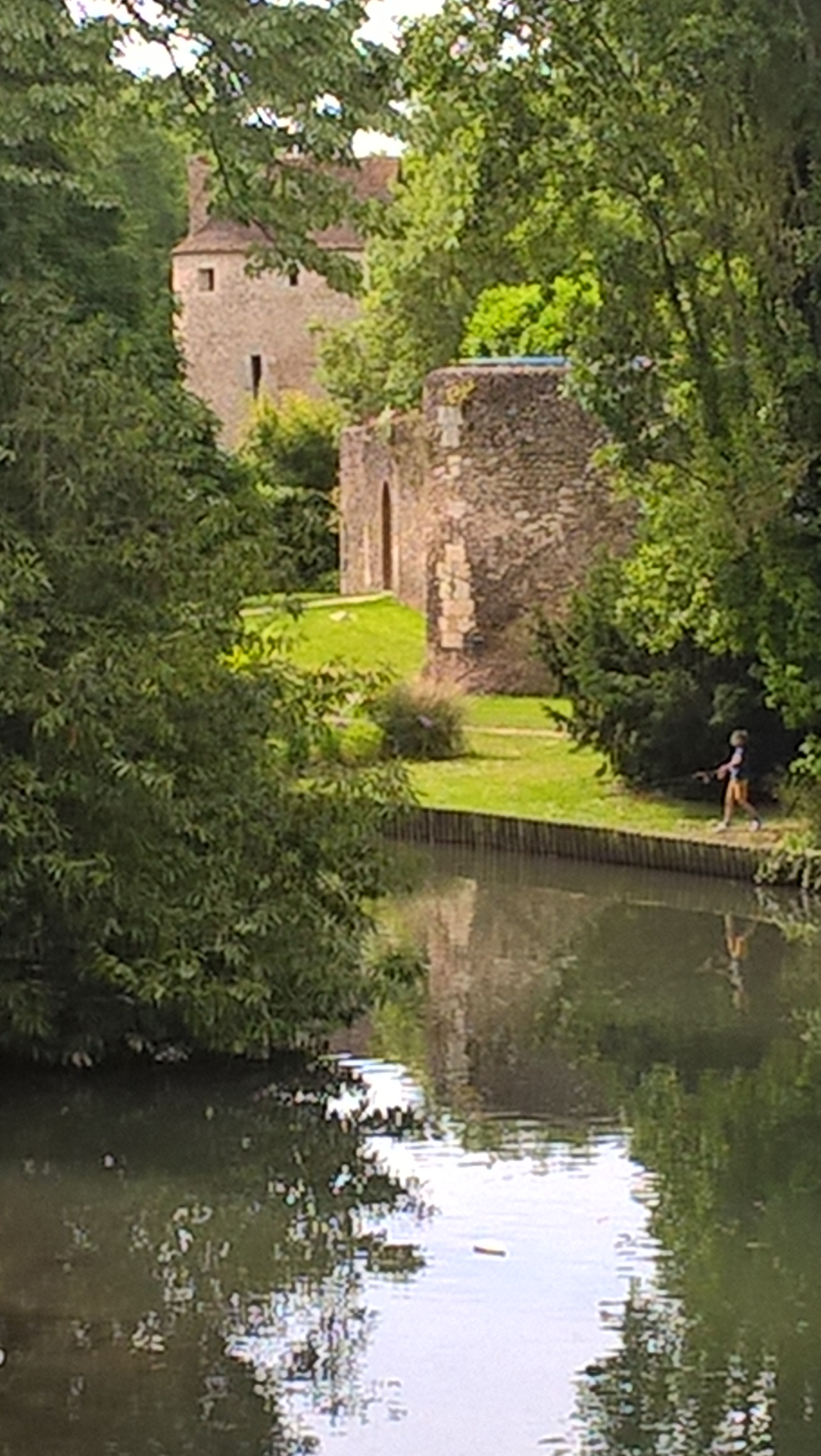
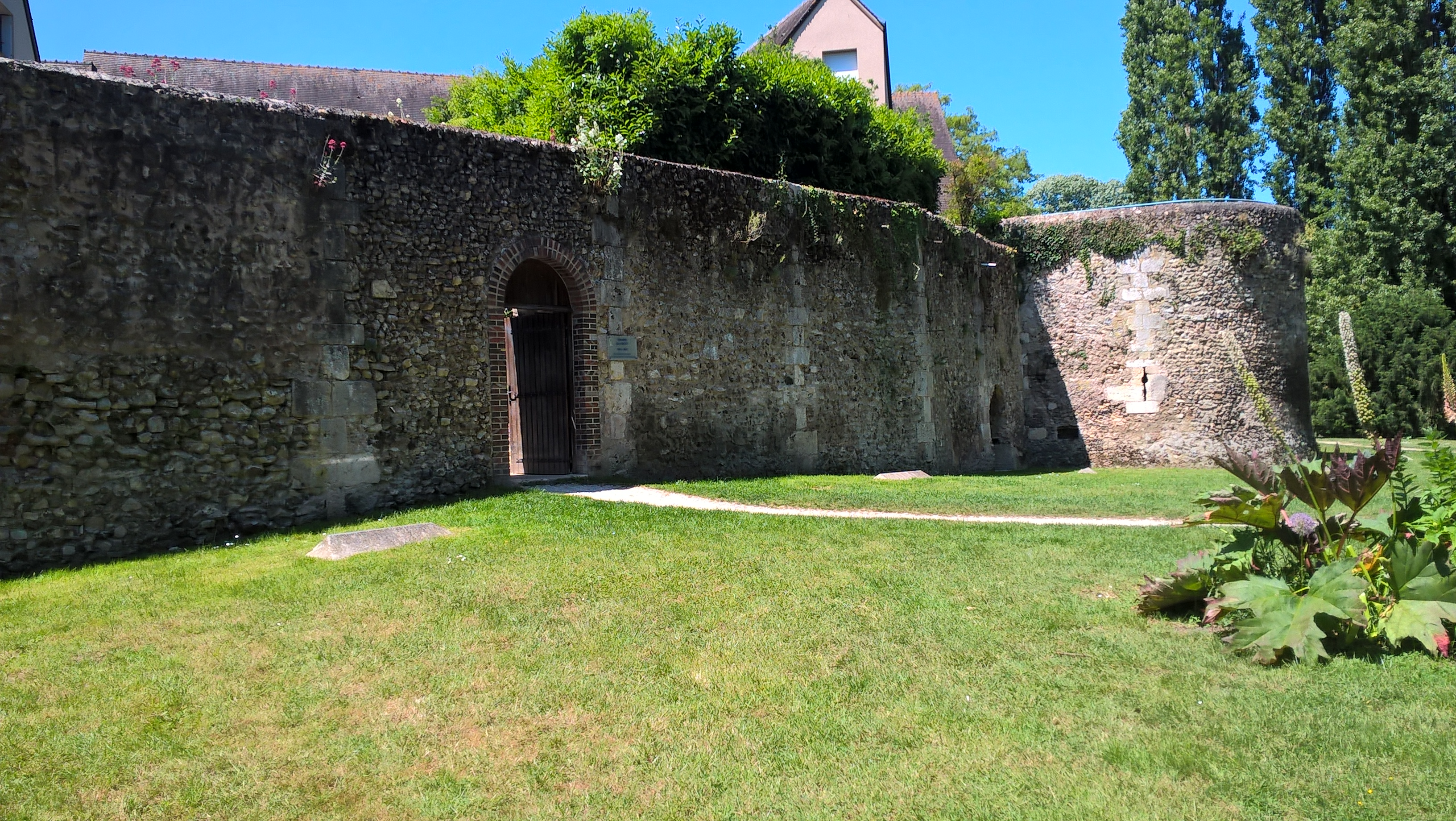
Tour de La Léthinière[79].
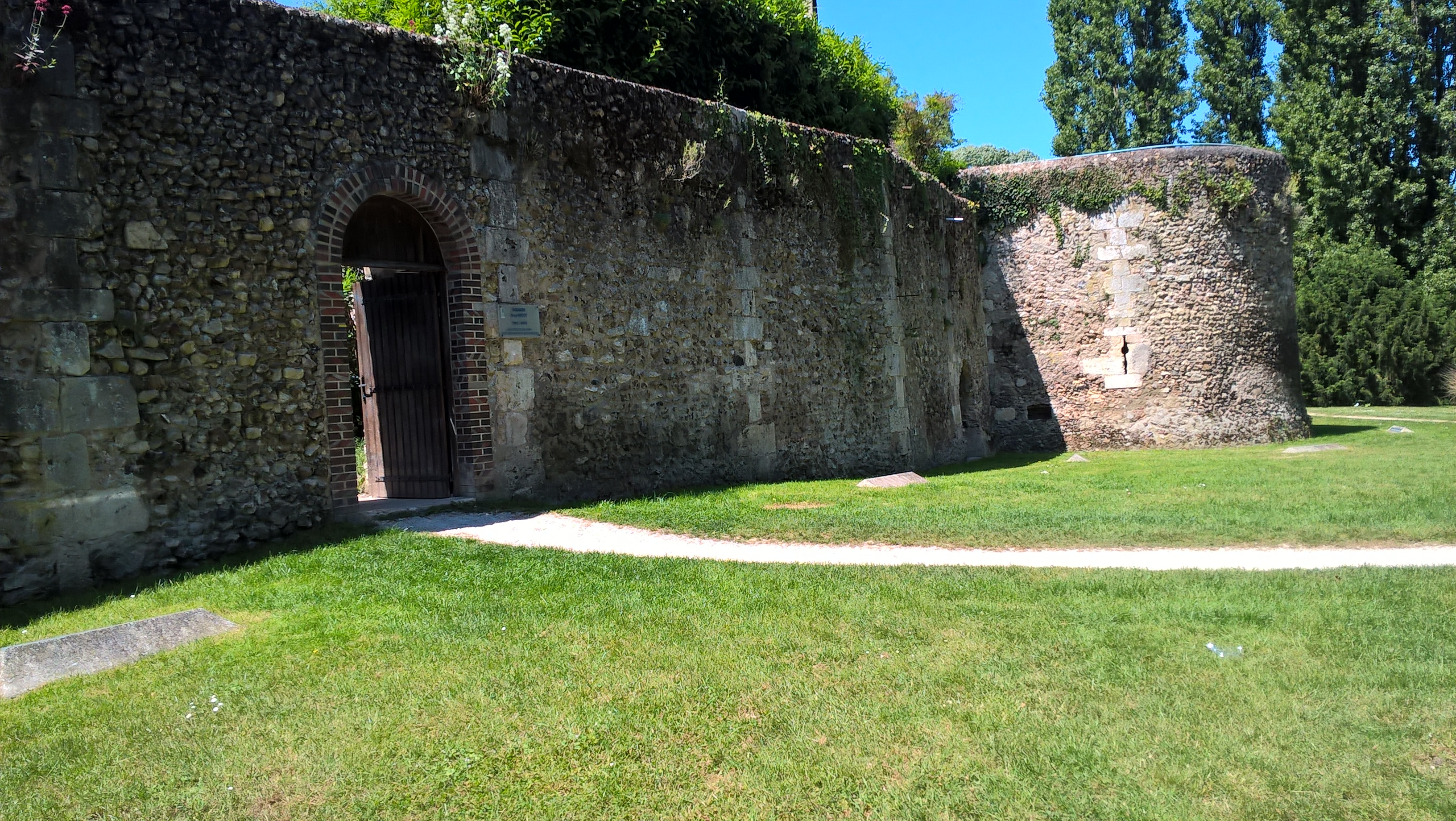

En 1562, un cavalier bastionné, une sorte de fortin conçu en terre pourvu d'épaulement et appelé « Fort d'Hercule », vient flanquer le rempart compris entre la porte des Épars et celle du Châtelet,,.

#### Siège de 1568
Lors du siège mené par Condé, les assiégés érigent un retranchement appuyé de cavaliers le long du rempart allant de l'abbaye Saint-Père jusqu'à la porte Morard. En outre, le rempart courant de part et d'autre du pont du Massacre est appuyé par un épaulement en terre d'environ 5 m d'épaisseur. Enfin, un cavalier, qui vient commander la tour de la Prêcherie, permet de placer la « Huguenote », un canon pris par les chartrains après la bataille de Dreux.
Les tirs des pièces d'artillerie des huguenots percent le massif du rempart allant de la porte Drouaise jusqu'à la tour de la Léthinière sur une longueur d'environ 23 m et une hauteur de près de 3,50 m,. Les batteries des assiégeants ouvrent également une brèche d'environ 21,5 m de long sur près de 2 m de haut dans les soubassements du rempart encadrant la tour de la Prêcherie et son cavalier. En outre, la tour de la Léthinière, qui s'élève sur environ 5 m de hauteur, est fortement endommagée et sa charpente « est suspendue et portée à faux, preste à tomber » dans le cours de l'Eure,. Un remparement provisoire constitué de terre recouverte de balles de laine est mis en place afin de colmater la brèche faite entre la porte Drouaise et la tour de la Léthinière.

#### Travaux de reconstruction

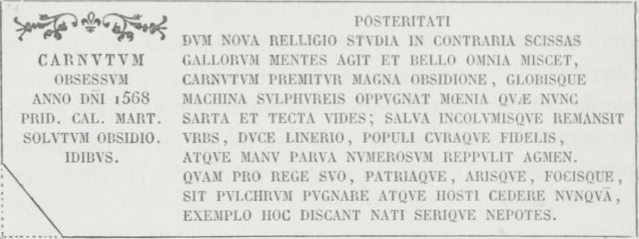
Épitaphe latine évoquant la brèche ouverte lors du siège de 1568.

Les travaux de reconstruction débutent dès la fin du siège. Ils sont interrompus, puis redémarrent en 1576 pour s'achever dans la seconde moitié des années 1580,.
Bien que des éléments de construction provenant de bâtiments détruits dans les faubourgs de Saint-Julien et Saint-Maurice aient été réutilisés, le coût des réparations de l'enceinte s'élèvent à 1 878 livres tournois et la ville effectue deux prêts d'un montant total de 4 000 livres tournois,.
À l'emplacement de la brèche, le rempart, conçu « avec plus de soin » que les parties non endommagées par les tirs, présente des piles de soutènement en pierres de taille enchâssées dans le massif maçonné. Cette portion du mur d'enceinte est appuyée d'une terrasse de plus de 10 m d'épaisseur. Une plaque commémorative, qui porte une inscription en latin rappelant l'échancrure pratiquée par les pièces d'artillerie huguenotes, est apposée en août 1568 sur le mur d'enceinte remparé,,,. Une chapelle, la chapelle Notre-Dame de la Brèche, construite vers 1600, fait également écho à la destruction partielle de la muraille au cours du siège de 1568,,,.

#### Constructions de cavaliers et de ravelins

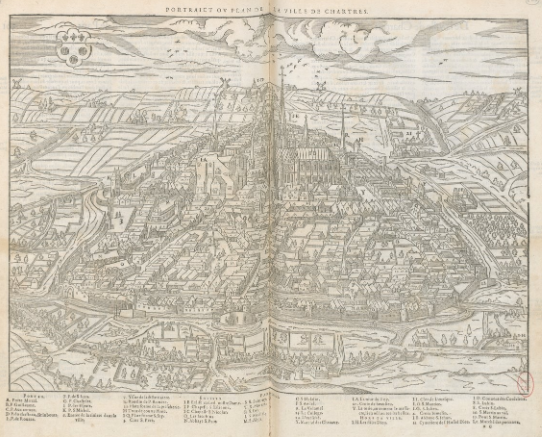
Plan de la ville de Chartres en 1575 par François de Belleforest.

À partir de la seconde moitié des années 1580, les portes de ville sont systématiquement renforcées par des ravelins en éperon, le ravelin de Saint-Michel et celui de la porte Drouaise, à l'origine de forme circulaire, étant les deux seules demi-lunes construites antérieurement au siège de 1568,. La porte des Épars est défendue par un ravelin bastionné de 4,5 m de hauteur,. Le ravelin de la porte Saint-Michel, construit en 1585, présente une ligne à redens. À cette époque, seule la porte Châtelet n'aurait probablement pas été défendue par ce type de fortification avancée.
Avant le siège de 1591, seuls trois cavaliers — dont celui de la porte Saint-Michel, érigé en 1585 — défendent l'enceinte urbaine. Ces plates-formes constituées de terre ont pour destination de donner une assise suffisamment large aux pièces d'artillerie chartraines ainsi qu'à faciliter leur champ de tir.

#### Ligne de fortifications vers 1591
À la veille du siège mené par Henri IV, le périmètre de l'enceinte de Chartres s'étend sur une longueur de 3 663 m. L'ensemble de l'enceinte médiévale des XIIe et XIVe siècles est toujours en place. Des fortifications sont inactives, dont quelques portes de ville, obstruées.
La porte des Épars, massive et à plan carré, est couronnée d'un toit et encadrée de tourelles. Son ravelin, inachevé durant le siège, est en partie comblé de terre. Entre la porte des Épars et la porte Châtelet, les remparts sont surmontés du cavalier de l'église Sainte-Foy, puis flanqués de la tour Courte-Pinte. Entre la porte Châtelet, au sommet terrassé, et la porte Saint-Jean, le mur d'enceinte, qui marque une courbure, est flanqué de deux tours couronnées par un toit conique — la seconde tour est dénommée tourelle du Fer-à-Cheval ou de l'Éperon. La section de rempart comprise entre la porte Saint-Jean et la porte Drouaise est épaulée par deux tours : la tour Grouin-Pasteau et la tour de la Prêcherie, dont le nom fait référence au couvent des Jacobins, également appelé « couvent des Frères Prêcheurs ». Après la porte Drouaise, l'enceinte enjambe le cours de l'Eure par le biais de deux puissantes arches sur lesquelles repose la tour de la Léthinière, à plan carré. Deux herses en fer, installées en aval des arches, permettent de fermer leurs passages. La levée et l'abaissage des herses sont effectués depuis la tour de la Léthinière. Dans le prolongement des deux arches et de la tour des Grandes Herses, sur la rive droite de l'Eure, au niveau du lieu-dit du Massacre, ou du Vieux Château, les remparts sont flanqués par deux tours de forme cylindrique et couronnées d'un toit conique. La porte Imbout, également appelée porte du Château, succède aux deux tours cylindriques. La ligne de fortifications se poursuit avec la présence d'une échauguette puis avec la porte aux Cornus ou porte aux Corneurs.

#### Siège de 1591
D'autres cavaliers sont construits au cours du siège mené par Henri IV. Les cavaliers sont établis au niveau de la porte du Barbou et surplombe le rempart protégeant l'abbaye de Saint-Père ; à proximité de la porte aux Cornus ; en appui de la tour du Massacre, au voisinage de l'Eure ; juste après la tour de La Prêcherie, en amont de la porte Drouaise ; contre le rempart reliant l'église Sainte-Foy et la porte des Épars ; à proximité de la tour qui défend la porte Saint-Michel ; et au-dessus du bras de la Courtille.
Pendant le siège de 1591, le 2 avril, les batteries des troupes royalistes, composées de 12 ou 13 pièces d'artillerie tirent à une distance de 37 m sur les fortifications chartraines situées entre la porte Imbout et la tour du Massacre, ouvrant ainsi une brèche de 78 m de long dans la muraille,.
Pour Louis Bonnard, « Le siège de 1591 fit infiniment plus de mal aux murailles chartraines que celui de 1568 » et qu'il « marque la fin du rôle militaire de la ville de Chartres ».

#### Construction d'une citadelle
La citadelle, également appelé l'arsenal, est construite sous l'impulsion d'Henri IV en avril 1591 esserrant la porte Saint-Michel, le clocher et le portail de l'église Saint-Michel, alors partiellement détruite, ainsi que le cimetière qui lui est attenant,,,,,. Les travaux de construction sont rapidement exécutés et la citadelle, destinée à abriter une garnison royale, est occupée à partir du mois de septembre suivant,. La citadelle d'Henri IV est alors conduite sous les ordres de Gaspard de Valerreault, un capitaine d'infanterie. Le clocher de l'église est réaménagé en poste de guet. À l'intérieur de l'enceinte, la citadelle est défendue par un ravelin maçonné en forme d'éperon, disposé dans la continuité de la rue Saint-Michel, tandis qu'en vis-à-vis des fossés, elle est renforcée par deux petites arches construites au niveau du mur de soutènement.
La citadelle est détruite en février-mars 1600 par les chartrains sous l'impulsion du maire de l'époque,,,,,.

### Reconstructions et entretien desXVIIeetXVIIIesiècles

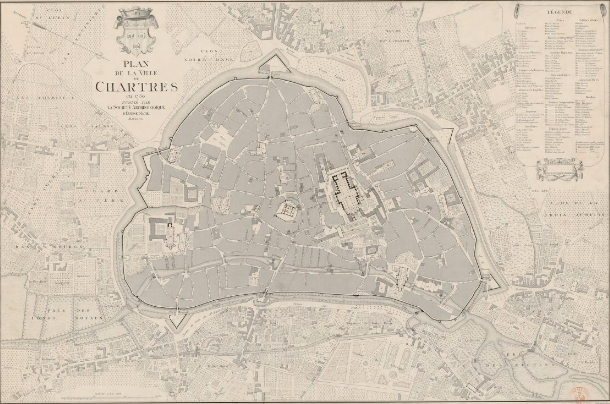
Plan de Chartres en 1750
La porte des Épars, au sud-ouest ; la porte Châtelet, à l'ouest ; la porte de Saint-Jean, au nord-ouest ; la porte Drouaise, au nord ; la porte Guillaume, à l'est ; la porte Morard, au sud-ouest ; la porte Saint-Michel, au sud (le nord est indiquée par le sens de la flèche),.

La porte Saint-Michel est entièrement remaniée en 1613.

## Fortifications à l'époque contemporaine

### Désaffectation et destruction progressive
Chartres perd son statut de place forte en 1804,,,. La porte des Épars est détruite en 1806,. En 1815, les fortifications de Chartres sont expertisées par le général Jean-François-Aimé Dejean et un colonel du génie : pour les deux hauts officiers de l'Empire, la ville « ne pouvait être d'aucune utilité comme place forte ». En 1816, la porte Drouaise fait à son tour l'objet d'un démantèlement.